# سلول‌های فوم

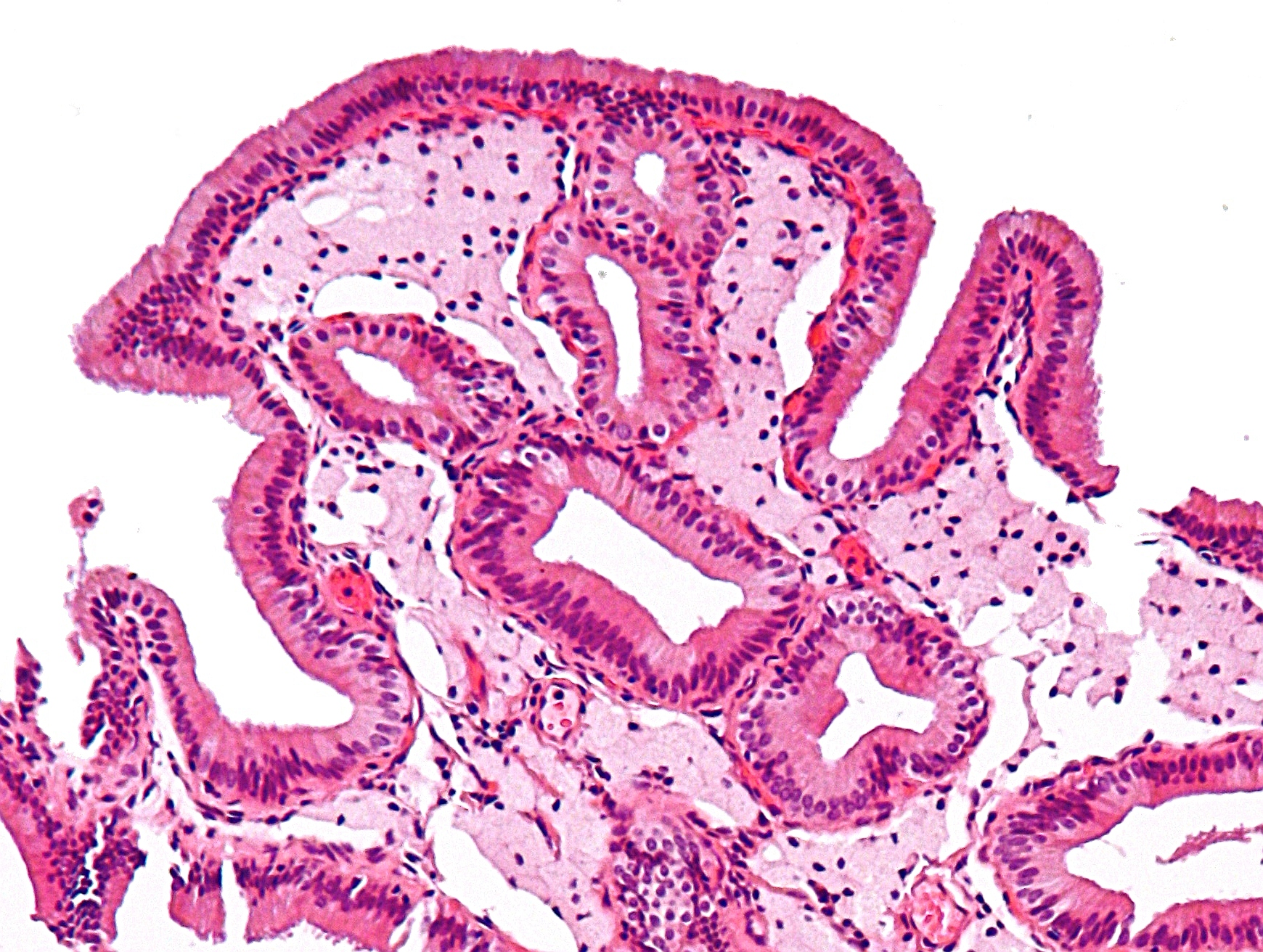

سلول فومی (Foam cell) یا یاخته کف‌آلود، نوعی سلول ایمنی است که هنگام پاسخ بدن به چربی‌های اضافی در دیوارهٔ رگ‌ها به‌وجود می‌آید. این سلول‌ها از ماکروفاژهای ( درشت‌خوارهایی) تشکیل می‌شوند که مقدار زیادی چربی (مخصوصاً کلسترول اکسیده‌شده) را بلعیده‌اند و ظاهری کف‌آلود یا حباب‌دار پیدا کرده‌اند. انباشته شدن یاخته‌های فومی در دیوارهٔ سرخرگ‌ها می‌تواند آغازگر بیماری تصلب شرایین (گرفتگی رگ‌ها) باشد.
یاخته‌های کف‌آلود از ماکروفاژهای ام۲ چربی استفاده می‌کنند که به عنوان مشخصه تشکیل ضایعه آترواسکلروز در مراحل اولیه عمل می‌کنند. همان‌طور که این پلاک‌ها بالغ می‌شوند، بی‌ثبات تر و ملتهب می‌شوند. لخته‌های خون زمانی اتفاق می‌افتد که شکستگی پلاک ناپایدار، عامل اصلی حمله قلبی و سکته است.
از تشکیل سلول‌های فومی با تعدادی از عوامل از جمله جذب کنترل نشده از اصلاح باعث لیپوپروتئین‌های کم چگال (LDL)، از دخیل کلسترول استری و اختلال در مکانیسم‌های مرتبط با انتشار کلسترول است. سلول‌های فوم هنگامی تشکیل می‌شوند که سلول‌های حاصل از سلول‌های مونوسیتی در حال انتقال به محل آسیب آترواسکلروتیک یا رسوبات چربی در دیواره‌های رگ خونی استخراج می‌شوند. استخدام توسط مولکول‌های P-selectin و E-selectin، مولکول چسبندگی بین سلولی 1 (ICAM-۱) و مولکول چسبندگی سلولی عروقی 1 (VCAM-1) تسهیل می‌شود. پس از آن منوسیت‌ها قادر به نفوذ به دیواره شریانی به عنوان یک نتیجه از آسیب به یکپارچگی اندوتلیالی که نفوذپذیری را افزایش می‌دهد. هنگامی که در فضای اندوتلیوم زیر، روند التهاب، تمایز مونوسیت‌ها را به ماکروفاژهای بالغ منجر می شود. سپس ماکروفاژها قادر به درون سازی لیپوپروتئین‌های اصلاح شده مانند βVLDL (لیپوپروتئین چگالی بتا)، AcLDL (لیپوپروتئین با چگالی کم آستینیتی) و OxLDL (اکسید شده با لیپوپروتئین کم‌چگال) از طریق اتصال به گیرنده‌های رسوب کننده (SR) مانند CD36 و SR-A در سطح ماکروفاژ. این گیرنده‌های پراکنده به عنوان «گیرنده‌های تشخیص الگو» (PPR) در ماکروفاژها عمل می‌کنند و مسئول شناسایی و اتصال به oxLDL هستند که به نوبه خود باعث تشکیل سلول‌های فوم از طریق درون سازی این لیپوپروتئین‌ها می‌شود. اندوسیتوز کبد، فاگوسیتوز و پنیوسیتوزیس نیز مسئولیت داخلی شدن لیپوپروتئین را دارند. هنگامی که داخل شدن، لیپوپروتئین‌های ریخته شده به منظور تخریب به اندوسوم‌ها یا لیزوزوم‌ها منتقل می شوند، به این ترتیب کلسترول استرها (CE) به صورت کلسترول آزاد آزاد نشده (FC) توسط لیزوزوم اسید لیپاز (LPL) هیدرولیز می‌شوند. کلسترول رایگان به رتینولوم اندوپلاسمی منتقل می شود که به وسیله آن ACAT1 (acyl-CoA: cholesterol acyltransferase 1) دوباره اتریر شده و سپس به عنوان قطره‌های مایع سیتوپلاسمی ذخیره می‌شود. این قطرات مسئول ظاهر فوم ماکروفاژ هستند و بنابراین نام سلول‌های فوم. در این مرحله، سلول‌های فوم می‌توانند هر دو در مقابله با استرس سازی و ترشح کلسترول تخریب شوند، یا می‌توانند بیشتر در رشد سلول‌های فوم و پلاک ایجاد شوند - فرایندی که وابسته به تعادل کلسترول آزاد و کلسترول استریده شده‌است.
کلسترول LDL (LDL-C - همچنین به عنوان کلسترول بد نامیده می‌شود) و به خصوص شکل‌های اصلاح شده کلسترول LDL، مانند اکسید شده، گلایشی شده یا LDL آستیل شده، توسط یک سلول فوم - یک نشانگر آترواسکلروز تشکیل شده‌است. جذب LDL-C به تنهایی باعث ایجاد سلول فوم نمی‌شود؛ با این حال، ترکیب داخلی LDL-C با LDL اصلاح شده در ماکروفاژها می‌تواند منجر به رشد سلول‌های فوم شود. LDL اصلاح شده بر قاچاق داخل سلولی و متابولیسم LDL بومی تأثیر می‌گذارد، به طوری که تمام LDLها نباید برای تشکیل سلول‌های فوم در هنگام بالا آمدن سطح LDL تغییر کنند.
تخریب سلول‌های کف‌آلود یا به‌طور خاص تجزیه کلسترول‌های استریستیک، توسط تعدادی از گیرنده‌ها و مسیرهای خروجی تسهیل می‌شود. کلسترول ادرار شده از قطرات مایع سیتوپلاسمی یکبار دیگر به کلسترول آزاد با اسید کلسترول استراز هیدرولیز می‌شود. کلسترول آزاد می‌تواند از ماکروفاژ توسط خروجی به ApoA1 و ApoE از طریق گیرنده ABCA1 ترشح شود. این مسیر معمولاً توسط لیپوپروتئین‌های اصلاح شده یا پاتولوژیک مانند AcLDL, OxLDL و βVLDL مورد استفاده قرار می‌گیرد. FC همچنین می‌تواند به یک محفظه بازیافت از طریق خروجی به ApoA1 حاوی HDLها (لیپوپروتئین‌های چگالی بالا) از طریق انتشار آب یا انتقال از طریق گیرنده SR-B1 یا ABCG1 منتقل شود. در حالی که این مسیر همچنین می‌تواند توسط لیپوپروتئین‌های اصلاح شده مورد استفاده قرار گیرد، کلسترول مشتق شده از LDL تنها می‌تواند از این مسیر برای تخلیه FC استفاده کند. تفاوت در مسیرهای دفع ادرار بین انواع لیپوپروتئین‌ها عمدتاً نتیجه کلسترول در مناطق مختلف است.
نگهداری سلول‌های فوم و پیشرفت بعد از ایجاد پلاک ناشی از ترشح شیمیایی و سیتوکین‌ها از ماکروفاژها و سلول‌های فوم است. سلول‌های فوم، سیتوکین‌های پروتئین التهابی مانند اینترلوکین‌ها را ترشح می‌کنند: IL-1، IL-6؛ تومور عامل نکروز (TNF); chemokines: chemokines لیگاند ۲، CCL5، لیگاند CXC-chemokine 1 (CXCL1)؛ و همچنین عوامل مهارکننده ماکروفاژ. ماکروفاژها در ناحیه لژیون آترواسکلروتیک توانایی مهاجرت را کاهش می‌دهند و این باعث می‌شود که شکل پلاک را ترویج کنند زیرا آنها قادر به ترشح سیتوکین‌ها، شیمیایی، گونه‌های واکنش پذیر اکسیژن (ROS) و عوامل رشدی هستند که تحریک جذب لیپوپروتئین‌های اصلاح شده و سلول‌های عضلانی صاف (VSMC) ترویج VSMC همچنین می‌تواند کلسترول استرها را جمع‌آوری کند.
۳به‌طور خلاصه، در هیپرلیپیدمی مزمن، لیپوپروتئین‌ها درون intima عروق خونی و در اثر اکسیده شدن رادیکال‌های آزاد اکسیژن تولید شده توسط ماکروفاژها یا سلول‌های اندوتلیال اکسیداسیون می‌شوند. ماکروفاژها با استفاده از گیرنده‌های رسپتوری که از گیرنده‌های LDL متمایز هستند، توسط لیپوپروتئین‌های چگالی اکسید شده (LDL) به وسیله آندوسیتوز جذب می شوند. LDL اکسید شده در ماکروفاژها و دیگر فاگوسیتها تجمع می‌یابد که بعداً به عنوان سلولهای فوم شناخته می‌شوند. سلول‌های فوم از رگه‌های چربی پلاک‌های آتروما در ناحیه تناسلی درون شریان‌ها تشکیل می‌دهند.
سلول‌های فوم به عنوان یک خطرناک نیستند، اما وقتی که آنها در کانون‌های خاصی جمع می‌شوند، بنابراین می‌توانند یک مرکز ناباروری آترواسکلروز ایجاد شوند. اگر درپوش فیبری است که مانع از مرکز نکروتیک از ریختن به لومن از پارگی رگ یا ترومبوز می‌توانید فرم که می‌تواند منجر به آمبولی بستن عروق کوچکتر است. انسداد عروق کوچک باعث ایجاد ایسکمی می‌شود و موجب سکته مغزی و انفارکتوس میوکارد می‌شود که دو علت عمده مرگ و میر مرتبط با قلب و عروق است.
سلول‌های فوم در اندازه‌های بسیار کوچک هستند و تنها می‌توانند با بررسی یک پلاک چربی در زیر میکروسکوپ پس از خارج شدن از بدن یا به‌طور خاص از قلب، شناسایی شوند. تشخیص معمولاً شامل رنگ آمیزی بخش‌های سینوس آئورت یا شریان با O Red O (ORO) و سپس تصویر برداری و تجزیه و تحلیل کامپیوتری است؛ یا از رنگ نیل قرمز. علاوه بر این، میکروسکوپ فلورسنت یا جریان سیاتومتری می‌تواند برای تشخیص جذب OxLDL زمانی که OxLDL با لیزر ۱،1'-dioctadecyl-۳٬۳،3'3'-tetra-methylindocianid percholorate (DiL-OxLDL) برچسب گذاری شده‌است.
Autoimmunity رخ می‌دهد زمانی که بدن شروع به حمله به خود. ارتباط بین آترواسکلروز و autoimmunity، سلولهای دندریتیک پلاسماسیوتیو (pDCs) است. PDCها با ایجاد مقادیر زیادی اینترفرون نوع 1 (INF) در مراحل اولیه تشکیل ضایعات آترواسکلروز در عروق خونی کمک می کنند. تحریک pDC منجر به افزایش ماکروفاژهای موجود در پلاک می‌شود. با این حال، در طی مراحل بعدی پیشرفت ضایعه، pDCها با فعال سازی سلول‌های T و عملکرد Treg اثر محافظتی دارند؛ منجر به سرکوب بیماری.

## بیماری‌های عفونی
ماکروفاژهای فومی در بیماریهای ناشی از پاتوژن‌هایی که در بدن همچون کلامیدیا، توکسوپلاسما یا میکوباکتریوم توبرکلوزیس وجود دارند، وجود دارد. در سل (TB)، لیپیدهای باکتری ماکروفاژها را از پمپاژ LDL بیش از حد جلوگیری می‌کند، و باعث می‌شود آنها در سلول‌های فوم اطراف گرانولومای TB در ریه تبدیل شوند. کلسترول یک منبع غذایی غنی برای باکتری‌ها است. همان‌طور که ماکروفاژها می‌میرند، جرم کلسترول در مرکز گرانولوم به یک ماده شیمیایی به نام کوسوم تبدیل می‌شود.

## شرایط دیگر
سلول‌های فوم ممکن است در اطراف سیلیکون‌های نشت شده از ایمپلنت‌های پستان ایجاد شوند، آنتی‌ژن‌های ارگانیزه استنشاقی و بعضی از داروها.